# Dilmaçoğlu

## Histoire
Le fondateur de la dynastie est Dilmaçoğlu Mehmet Bey qui a participé aux incursions turques sous les ordres du sultan seldjoukide Alp Arslan. Il a participé à la bataille de Manzikert et à la conquête de la région d'Alep. Après avoir pris Diyarbakir,les seldjoukides prennent Bitlis et Ahlat. Bitlis est donné comme fief à Mehmet Bey qui reste vassal des Grands Seldjoukides puis du sultan de Roum Kılıç Arslan Ier. 
Togan Arslan succède à son père Mehmet Bey vers 1104. Il passe sous la tutelle des Shah Arman (Chahs d'Ahlat) qui sont installés à Ahlat par le Grand Seldjoukide Muhammad Tapar. Pour se défaire de la tutelle des Shah Arman il fait allégeance au bey artukide de Mardin. Le Shah Arman vient faire le siège de Bitlis en 1124, mais il échoue et doit se retirer. L'Artukide de la branche régnante à Hasankeyf et Harput (Elâzığ) vient lui aussi faire vainement le siège de Bitlis. En 1134, c'est au tour du Zengides de Mossoul d'envoyer son armée contre Bitlis. Togan Arslan est capturé et libéré contre une rançon. 
Pendant le règne de Hüsâmeddîn Kurt (1137-1143), le sultan seldjoukide d'Irak Mas`ud attribue les régions d'Alhlat, d'Erzurum, et Manzikert à son frère qui saccage la région en 1138.
En 1192, le Shah Arman Sayf al-Din Begtimur prend Bitlis. Les Dilmaçoğullari ne dominent plus que la région d'Erzurum jusqu'à la fin du XIVe siècle et disparaissent avec l'arrivée des Aq Qoyunlu. En 1207 les Shah Arman sont défaits par les Ayyoubides.